# Lijst van voetbalinterlands Congo-Brazzaville - Ivoorkust
Deze lijst van voetbalinterlands is een overzicht van alle officiële voetbalwedstrijden tussen de nationale teams van Congo-Brazzaville en Ivoorkust. De landen hebben tot op heden 23 keer tegen elkaar gespeeld. De eerste ontmoeting was een wedstrijd tijdens een vriendschappelijk toernooi op 14 april 1963 in Dakar (Senegal). Het laatste duel, een kwalificatiewedstrijd voor het Wereldkampioenschap voetbal 2002, werd gespeeld op 15 juli 2001 in Pointe-Noire.

## Wedstrijden
| №  | Plaats       | Datum             | Competitie                   | Wedstrijd                     | Uitslag |
| -- | ------------ | ----------------- | ---------------------------- | ----------------------------- | ------- |
| 1  | Dakar        | 14 april 1963     | Vriendschappelijk            | Congo-Brazzaville − Ivoorkust | 3 − 2   |
| 2  | Brazzaville  | 23 juli 1965      | Afrikaanse Spelen 1965       | Congo-Brazzaville − Ivoorkust | 1 − 0   |
| 3  | ?            | 15 augustus 1969  | Vriendschappelijk            | Congo-Brazzaville − Ivoorkust | 1 − 1   |
| 4  | Abidjan      | 13 oktober 1971   | Afrika Cup 1972 kwalificatie | Ivoorkust − Congo-Brazzaville | 3 − 2   |
| 5  | Brazzaville  | 27 oktober 1971   | Afrika Cup 1972 kwalificatie | Congo-Brazzaville − Ivoorkust | 2 − 0   |
| 6  | Brazzaville  | 14 september 1975 | Afrika Cup 1976 kwalificatie | Congo-Brazzaville − Ivoorkust | 1 − 0   |
| 7  | Abidjan      | 28 september 1975 | Afrika Cup 1976 kwalificatie | Ivoorkust − Congo-Brazzaville | 2 − 1   |
| 8  | Bouaké       | 13 februari 1977  | WK 1978 kwalificatie         | Ivoorkust − Congo-Brazzaville | 3 − 2   |
| 9  | Brazzaville  | 27 februari 1977  | WK 1978 kwalificatie         | Congo-Brazzaville − Ivoorkust | 1 − 3   |
| 10 | Brazzaville  | 20 januari 1980   | Vriendschappelijk            | Congo-Brazzaville − Ivoorkust | 0 − 2   |
| 11 | Brazzaville  | 8 februari 1984   | Vriendschappelijk            | Congo-Brazzaville − Ivoorkust | 2 − 3   |
| 12 | Abidjan      | 20 februari 1985  | Vriendschappelijk            | Ivoorkust − Congo-Brazzaville | 2 − 1   |
| 13 | Kinshasa     | 26 november 1985  | Vriendschappelijk            | Congo-Brazzaville − Ivoorkust | 2 − 1   |
| 14 | Kinshasa     | 27 november 1985  | Vriendschappelijk            | Congo-Brazzaville − Ivoorkust | 0 − 1   |
| 15 | Abidjan      | 29 maart 1987     | Afrika Cup 1988 kwalificatie | Ivoorkust − Congo-Brazzaville | 2 − 0   |
| 16 | Brazzaville  | 5 april 1987      | Afrika Cup 1988 kwalificatie | Congo-Brazzaville − Ivoorkust | 1 − 2   |
| 17 | Dakar        | 15 januari 1992   | Afrika Cup 1992              | Ivoorkust − Congo-Brazzaville | 0 − 0   |
| 18 | Brazzaville  | 2 juni 1996       | WK 1998 kwalificatie         | Congo-Brazzaville − Ivoorkust | 2 − 0   |
| 19 | Abidjan      | 16 juni 1996      | WK 1998 kwalificatie         | Ivoorkust − Congo-Brazzaville | 1 − 1   |
| 20 | Pointe-Noire | 28 februari 1999  | Afrika Cup 2000 kwalificatie | Congo-Brazzaville − Ivoorkust | 1 − 0   |
| 21 | Abidjan      | 11 april 1999     | Afrika Cup 2000 kwalificatie | Ivoorkust − Congo-Brazzaville | 2 − 0   |
| 22 | Abidjan      | 22 april 2001     | WK 2002 kwalificatie         | Ivoorkust − Congo-Brazzaville | 2 − 0   |
| 23 | Pointe-Noire | 15 juli 2001      | WK 2002 kwalificatie         | Congo-Brazzaville − Ivoorkust | 1 − 1   |

## Samenvatting
| Competitie              | Totaal gespeeld | Winst Congo-Brazzaville | Gelijk | Winst Ivoorkust | Doelsaldo Congo-Brazzaville – Ivoorkust |
| ----------------------- | --------------- | ----------------------- | ------ | --------------- | --------------------------------------- |
| WK-kwalificatie         | 6               | 1                       | 2      | 3               | 7 − 10                                  |
| Afrika Cup              | 1               | 0                       | 1      | 0               | 0 − 0                                   |
| Afrika Cup-kwalificatie | 8               | 3                       | 0      | 5               | 8 − 11                                  |
| Afrikaanse Spelen       | 1               | 1                       | 0      | 0               | 1 − 0                                   |
| Vriendschappelijk       | 7               | 2                       | 1      | 4               | 9 − 12                                  |
| Totaal                  | 23              | 7                       | 4      | 12              | 25 − 22                                 |

Wedstrijden bepaald door strafschoppen worden, in lijn met de FIFA, als een gelijkspel gerekend.
FCF · 
Vrouwenelftal van Congo-Brazzaville
1960–1969 ·
1970–1979 ·
1980–1989 ·
1990–1999 ·
2000–2009 ·
2010–2019 ·
2020−2029
1960 ·
1961 ·
1962 ·
1963 ·
1964 · 
1965 ·
1966 · 
1967 ·
1968 · 
1969 ·
1970 · 
1971 ·
1972 · 
1973 ·
1974 · 
1975 · 
1976 ·
1977 · 
1978 ·
1979 ·
1979 · 
1980 ·
1980 · 
1981 ·
1982 ·
1983 ·
1984 · 
1985 ·
1986 · 
1987 ·
1988 · 
1989 ·
1990 · 
1991 ·
1992 · 
1993 ·
1994 · 
1995 ·
1996 · 
1997 ·
1998 · 
1999 ·
2000 · 
2001 ·
2002 · 
2003 ·
2004 · 
2005 · 
2006 ·
2007 · 
2008 ·
2009 · 
2010 · 
2011 ·
2012 · 
2013 · 
2014 ·
2015 ·
2016 ·
2017 ·
2018 ·
2019 ·
2020 ·
2021 ·
2022 ·
2023
Algerije ·
Angola ·
Benin ·
Burkina Faso ·
Burundi ·
Canada ·
Centraal-Afrikaanse Republiek ·
Congo-Kinshasa ·
Egypte ·
Equatoriaal-Guinea ·
Ethiopië ·
Gabon ·
Gambia ·
Ghana ·
Guinee ·
Guinee-Bissau ·
Ivoorkust ·
Kaapverdië ·
Kameroen ·
Kenia ·
Liberia ·
Libië ·
Madagaskar ·
Malawi ·
Mali ·
Marokko ·
Mauritanië ·
Mauritius ·
Mozambique ·
Namibië ·
Niger ·
Nigeria ·
Noord-Korea ·
Oeganda ·
Rwanda ·
Sao Tomé en Principe ·
Saoedi-Arabië ·
Senegal ·
Sierra Leone ·
Soedan ·
Swaziland ·
Tanzania ·
Thailand ·
Togo ·
Tsjaad ·
Tunesië ·
Zambia ·
Zimbabwe ·
Zuid-Afrika ·
Zuid-Soedan
FIF · A-internationals · Selecties · Bondscoaches · Statistieken · Ivoriaans vrouwenelftal · Ivoorkust U21 · Ivoorkust U20 · Ivoorkust U19 · Ivoorkust U18 · Ivoorkust U17
1960 – 1969 ·
1970 – 1979 ·
1980 – 1989 ·
1990 – 1999 ·
2000 – 2009 ·
2010 – 2019 ·
2020 − 2029
WK 2006 · 
WK 2010 · 
WK 2014
OS 2008 · 
OS 2020
1960 ·
1961 ·
1962 ·
1963 ·
1964 · 
1965 ·
1966 · 
1967 ·
1968 ·
1969 ·
1970 ·
1971 ·
1972 ·
1973 ·
1974 ·
1975 ·
1976 ·
1977 ·
1978 · 
1979 ·
1980 ·
1981 · 
1982 ·
1983 ·
1984 ·
1985 ·
1986 ·
1987 ·
1988 ·
1989 ·
1990 ·
1991 ·
1992 · 
1993 · 
1994 · 
1995 · 
1996 · 
1997 · 
1998 · 
1999 · 
2000 · 
2001 · 
2002 · 
2003 · 
2004 · 
2005 · 
2006 · 
2007 · 
2008 · 
2009 · 
2010 · 
2011 · 
2012 · 
2013 ·
2014 ·
2015 ·
2016 ·
2017 ·
2018 ·
2019 ·
2020 ·
2021 ·
2022 ·
2023 ·
2024
Algerije ·
Angola ·
Argentinië ·
België ·
Benin ·
Bosnië en Herzegovina ·
Botswana ·
Brazilië ·
Burkina Faso ·
Burundi ·
Centraal-Afrikaanse Republiek ·
Chili ·
Colombia ·
Comoren ·
Congo-Brazzaville ·
Congo-Kinshasa ·
Duitsland ·
Egypte ·
El Salvador ·
Engeland ·
Equatoriaal-Guinea ·
Ethiopië ·
Frankrijk ·
Gabon ·
Gambia ·
Ghana ·
Griekenland ·
Guinee ·
Guinee-Bissau ·
Hongarije ·
Israël ·
Italië ·
Japan ·
Jordanië ·
Kameroen ·
Kenia ·
Koeweit ·
Lesotho ·
Liberia ·
Libië ·
Madagaskar ·
Malawi ·
Mali ·
Marokko ·
Mauritanië ·
Mauritius ·
Mexico ·
Moldavië ·
Mozambique ·
Namibië ·
Nederland ·
Niger ·
Nigeria ·
Noord-Korea ·
Oeganda ·
Oostenrijk ·
Paraguay ·
Polen ·
Portugal ·
Qatar ·
Roemenië ·
Rusland ·
Rwanda ·
Senegal ·
Servië en Montenegro ·
Seychellen ·
Sierra Leone ·
Slovenië ·
Soedan ·
Spanje ·
Tanzania ·
Togo ·
Tsjaad ·
Tunesië ·
Turkije ·
Uruguay ·
Verenigde Staten ·
Zambia ·
Zimbabwe ·
Zuid-Afrika ·
Zuid-Korea ·
Zweden ·
Zwitserland
Argentinië (2006) · 
Colombia (2014) ·
Ghana (2015) ·
Griekenland (2014) · 
Japan (2014) ·  
Nederland (2006) · 
Noord-Korea (2010) · 
Servië en Montenegro (2006) ·
Zambia (2012)